# Casa de los Mascarones
La Casa de los Mascarones es una edificio colonial ubicado en la avenida Ribera de San Cosme, en la colonia Santa María la Ribera.

## Historia

### Historia de los alrededores
Era todo en un principio tierra sedimentaria, fácilmente anegable, donde corría la antigua calzada México-Tacuba.
En el momento de la conquista, los españoles decidieron formar la ciudad sobre la antigua Tenochtitlán, siguiendo parte de su antiguo trazo, utilizando la susodicha calzada para atravesar las ciénagas y los llanos para llegar a tierra firme. Con el fin de dar seguridad al camino, repartieron amplias solares para cultivos a cada lado de este.
En uno de los ya mencionados solares, fue dejada inconclusa la obra de la casa de los mascarones, entre 1766 y 1771, pensada originalmente como una finca de campo para José Diego Hurtado de Mendoza, Peredo y Vivero, conde del valle de Orizaba.
Para la época de construcción, la calzada arrancaba de un sitio llamado Puente de la Mariscala, en la orilla poniente, donde empezaba el barrio indígena de Santa María.
En años posteriores, se construirían más casas, cuyas fachadas daban a la calzada y los sembradíos quedaban atrás, así, fueron surgiendo cada vez más construcciones, y los sembradíos fueron reduciéndose paulatinamente.
Décadas posteriores a su construcción, surgieron otras construcciones de estilos más modernos a lo largo de la calzada, de modo que cuando la marquesa de Calderón de la Barca, que residió entre 1839 y 1841 en México, esta vía ya contaba con residencias para su habitación permanente.
Al paso del tiempo, la avenida iba tomando su forma actual, dejando de existir el antiguo acueducto, reemplazando la tierra apisonada por empedrado, más tarde por asfalto. Posteriormente, las obras del metro cambiaron la forma de la avenida, que no quedó totalmente recta.
Todas las modificaciones se fueron dando lentamente transformando el paisaje, pero respetando construcciones tan importantes como la casa del conde de Buenavista y la casa de los Mascarones.

### Historia de la casa
El documento más antiguo sobre la posesión del solar, donde se edificaría la casa de los mascarones data de 1562. Poco se sabe porque la construcción no se llevó a cabo.
Rivera Cambas afirma, la casa de los mascarones permaneció inconclusa y abandonada hasta 1822, cuando fue subastada, a partir de entonces, tuvo distintos propietarios, que terminaron la construcción. El canónigo Manuel Moreno y Jove, la acabó, con planes diferentes, desconocido aún.
En 1850, este edificio albergaría el colegio de San Luis. En 1851, el edificio alberga el Liceo Franco-Mexicano y en 1871, el colegio de Nuestra Señora de Guadalupe.
En 1873 la casa era propiedad de Ignacio Martínez Barral, siendo vendida al señor Rafael Linares.
En 1885, Linares vendió la casa al cura José Antonio Plancarte, quien en 1893 la vendería a Luis G. Lavié.
El Lic. Genaro Fernández McGregor, recuerda en sus memorias que la vetusta casa de Tlaxpana alojó un colegio del francés Narciso Guilbaut. Después la ocuparía el instituto científico.
Se sabe que la casa fue usada como colegio desde 1850, pero los datos sobre la época del Colegio de Nuestra Señora de Guadalupe y sobre su fundación siguen siendo inciertos.
Hacia 1897, el instituto contaba con instalaciones anexas a la casa de los mascarones, probablemente los jesuitas coincidieran con la compra del inmueble, hecha por Lavié en 1893.
En 1906, Lavié aportó al Instituto Científico de México la propiedad del inmueble, comprando algunas de las acciones.
Hacia 1914, el presidente de la República Venustiano Carranza, nacionalizó la totalidad de la casa, lo que incluía la expulsión de los jesuitas de este.
El edificio fue utilizado como la Escuela Nacional de Maestras, hasta 1925. Inmediatamente fue ocupado por una escuela primaria. Mientras, la Universidad Nacional de México, sobreviviendo la lucha de la revolución mexicana, a partir de 1921 contaría con una escuela de verano, la cual se instalaría en la casa de los mascarones en 1925.
El 7 de octubre de 1929 se creó la Escuela de Música, aparte del conservatorio. La sede provisional de esta escuela fue la Casa de los Mascarones.
El edificio fue incorporado al patrimonio de la universidad, mediante un efecto de la ley orgánica de la UNAM, el 10 de julio de 1929.
Entre 1933 y 1944, la casa de los mascarones sirvió a los cursos de verano y a la facultad de música, hasta que esta última pasó a formar parte de la Facultad de Filosofía y Bellas Artes. En 1935 la facultad de Filosofía se trasladó de Licenciado Verdad N.º 4 a la casa de los mascarones.
Durante 1936 y 1937 en la casa coexistieron la Escuela superior de Música, La facultad de Filosofía y estudios superiores y los cursos de verano.
El 23 de agosto de 1940, el presidente de la República Lázaro Cárdenas del Río, declaró a través del diario oficial de la Federación, la utilidad pública del Colegio de los Mascarones. Se menciona a la casa y al edificio anexo, expropiando los dos, dando que los cursos de verano, como la escuela secundaria, dependiente de la Secretaria de Educación Pública, quedarían establecidos en el edificio que ocupan.
Entre 1941 y 1944 se emprendieron obras que le dieron al edificio parte de su aspecto actual, develando aspectos que tuviese en el siglo XIX.
El 14 de mayo de 1950, la Dirección General de Bienes Nacionales de la Secretaría de Bienes Nacionales e Inspección Administrativa, hizo entrega de la casa al rector de la UNAM, transfiriendo los derechos de la federación sobre dicho bien.
La Facultad de Filosofía permaneció en el inmueble hasta 1954, año en que fue trasladada a la ciudad Universitaria. La Escuela Nacional de Ciencias Políticas ocupó el local hasta 1957. En el edificio fue establecida la Escuela Nacional Preparatoria 6, y permaneció ahí hasta 1965.
El 21 de octubre de 1959, la casa de los Mascarones fue declarada monumento histórico por la Comisión de Monumentos.
Entre 1966 y 1967, la casa permaneció desocupada, hasta que a finales de 1967, la Facultad de Música volvió a ocupar el inmueble.

## Arquitectura
El inmueble fue concebido a la manera española, construida alrededor de un patio cuadrado, con una puerta hacia la calle.
Fue proyectada en sentido de regularidad, equilibrándose la fachada, la construcción alrededor del patio, en general, los detalles y dimensiones de esta construcción.
Donde aparece rota, hasta cierto punto, es en la fachada oriental de la casa, donde el jardín exterior el equilibrio y la simetría no se mantuvo.
Los muros son de mampostería, salvo el fontis, los pilares y los marcos de los vanos, labrados en cantera.
La fachada que da a la calle es tan impresionante que aparte de haber dado gran fama al edificio, ha sido motivo de admiración y de cuidado solo para esta parte, sin embargo, las otras partes quedan en el olvido, maltratándose con el paso del tiempo.
El conjunto tiene un carácter ornamental marcado, tanto así que el revestimiento de piedra al muro resulta fascinante.
En general, la armonía de los elementos es lo que le da su gran belleza, pero los elementos deben ser ordenados en primero, segundo y tercer orden, una parte fundamental.

## Obras que tuvo la casa

### Conclusión de la obra y remodelaciones

#### sigloXIX
En esos tiempos había huellas de lo que la obra inconclusa de la casa de los mascarones había dejado. En esta época fue el labrado de los pilares, la barda que separó el traspatio del terreno abierto, así como la escalera que llevara hacia la azotea. Posiblemente se techara parcialmente la casa, de viga y terrado, para restaurar la obra original, la cual más adelante, se vería seriamente deteriorada.
A fines del siglo XIX las transformaciones fueron mayores, debido a la llegada del instituto científico y el enorme colegio de los jesuitas.
Se hicieron pilares, fabricados con base de hierro y lámina acanalada.
Los corredores fueron rehechos, pero conservando ciertos elementos originales.
Se construyeron nuevos salones en la azotea, se siguieron conservando algunos árboles en el patio, pero el traspatio permaneció sin construcciones.

#### sigloXX
La última época importante data de 1941 a 1944, cuando la Universidad utilizó el edificio para la Facultad de Filosofía y Letras. Se hicieron esfuerzos para reconstruir los pilares, retirando los de estructura metálica y labrando unos nuevos en piedra. Después, ya sin ningún respeto al edificio, se construyó un salón de actos en la parte de atrás, y otros salones en el ala occidental, de modo que estas zonas se llenaron de salones en tres niveles, con los pasillos y escaleras consiguientes. Los corredores remodelados contaron con escaleras, no solo en donde las tenían originalmente, sino en la parte de atrás.
Los árboles del patio fueron talados y el espacio fue ocupado por una estatua de Fray Alonso de la Vera Cruz.
Desde 1954 fueron hechas varias adaptaciones para las escuelas que fueron ocupando la casa, aunque deprimentes, no afectaban el estado de las cosas. Lo más visible es la ausencia de la estatua de Fray Alonso.
La fachada de la casa, desmantelada y mutilada desde la anexión del edificio del instituto científico, por fortuna, aún luce su gran señorío arquitectónico.

### Obras recientes
Entre 1975 y 1976, las autoridades del DDF, encabezadas por Octavio Sentíes, realizaron grandes obras para remodelar la casa de los mascarones, las cuales consistieron en librar la fachada oriente. También se aprovecharon predios baldíos y viejas construcciones para que en su lugar quedaran construcciones más capaces para recibir a la población escolar. En este caso se aprovecharon los terrenos detrás de la secundaria y se derribaron las alas del plantel.
En estas obras de modernización se respetaron las partes antiguas del plantel, es decir, la fachada y el patio principal.
Estas obras permitieron conservar la casa de los mascarones, lo que permite que sea contemplada en su completa expresión.
También se cuenta, que en las noches este lugar esta tan lleno de misterio, la oscuridad que resguarda la casa la hace más interesante el lugar se acompaña de los ruidos extraños.

## Imágenes

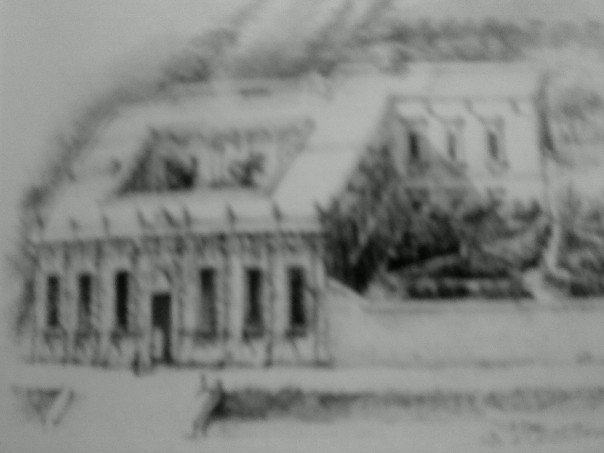
Litografía de Decaén, 1873. Muestra la Casa de los mascarones y parte del paisaje.
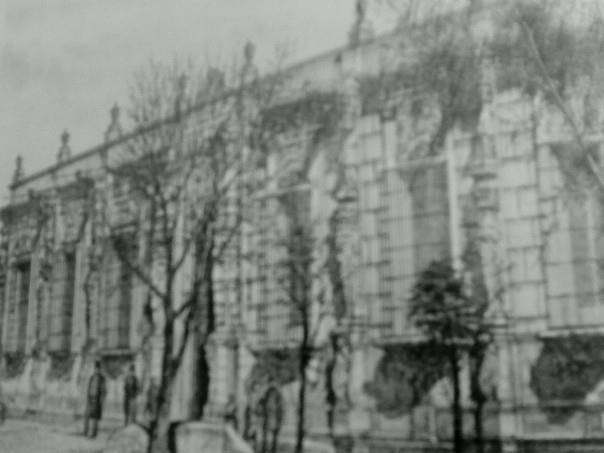
Litografía de Murgía, 1880. Muestra la fachada de la casa, en el susodicho año.
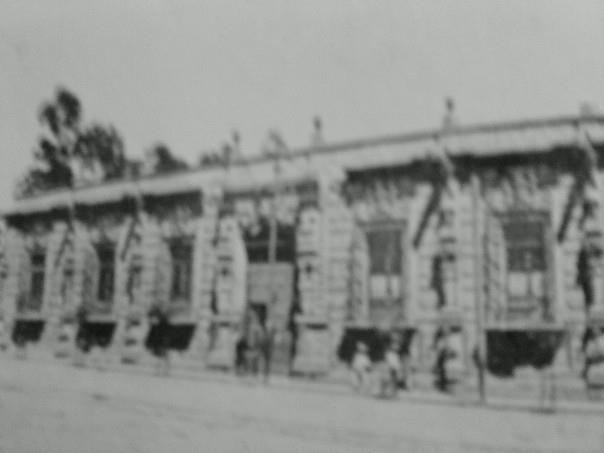
Fotografía incluida en un libro de Silvester Baxter, tomada en 1893.
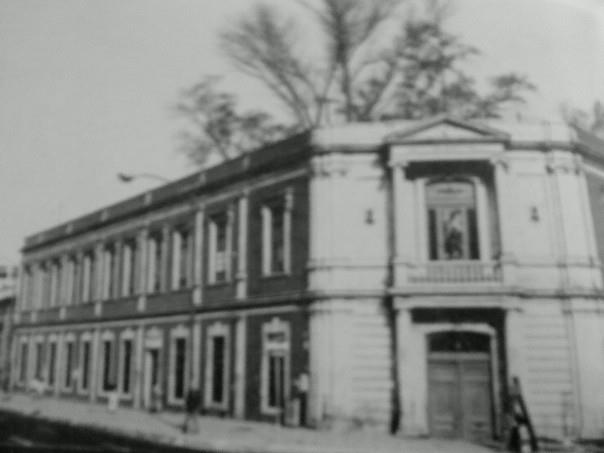
Vista del instituto científico que ocupó la Casa de los Mascarones, hacia 1976.
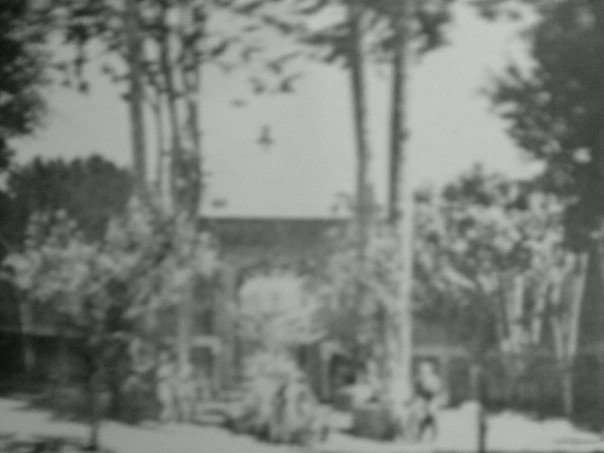
Patio de la Casa de los Mascarones en 1940.
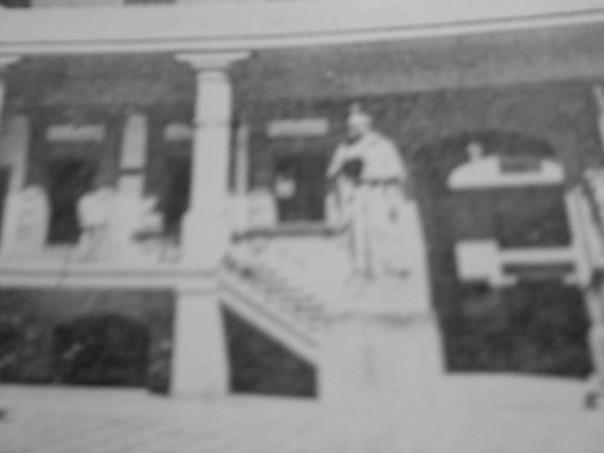
Patio de la Casa de los Mascarones entre 1944 y 1953, con la estatua de Fray Alonso.
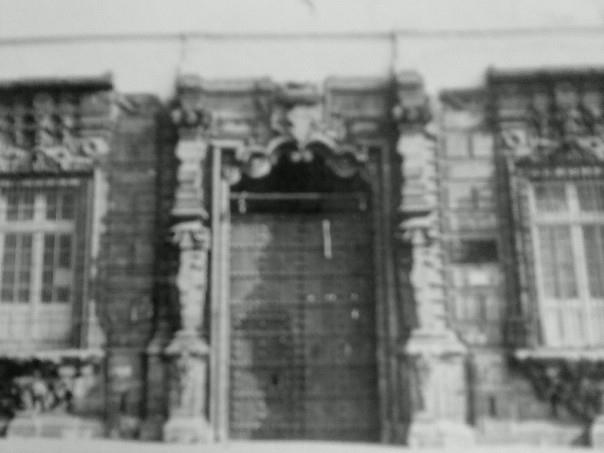
Portada principal de la casa.
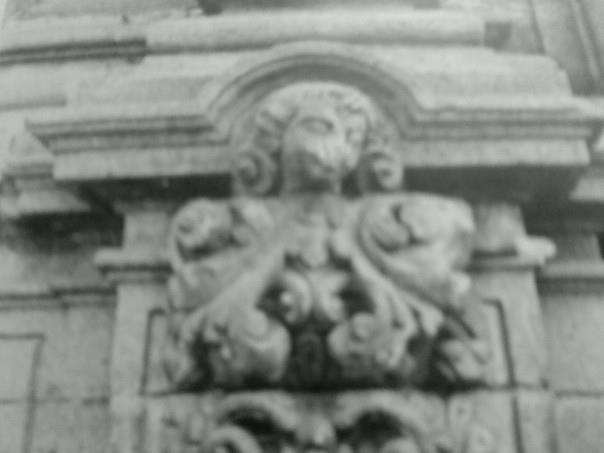
Zócalo de una pilastra.
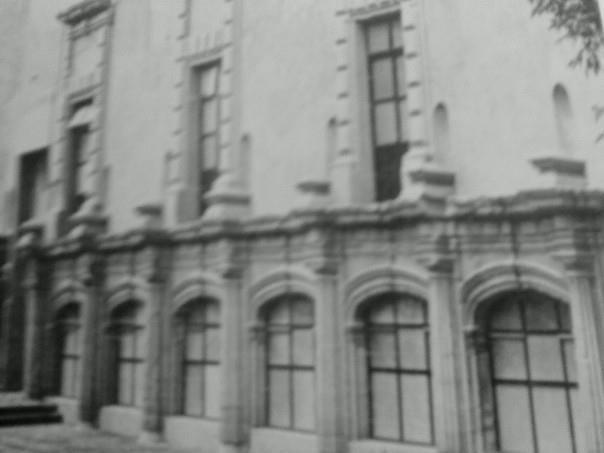
Vista de la Casa de los Mascarones, después de su restauración en 1976.